# Acadèmia 1750
Acadèmia 1750 est un ensemble espagnol de musique baroque et de musique classique fondé en 2006, basé à Torroella de Montgrí et adepte de l'interprétation historiquement informée, soit l'interprétation sur instruments anciens (ou copies d'instruments anciens).

## Historique
En 2006, la collaboration entre l'orchestre La Principessa Filosofa (qui tirait son nom d'un opéra perdu de Carles Baguer) et le festival de musique de Torroella de Montgrí mène à la formation de l'Orquestra barroca del Festival de Torroella de Montgrí, afin de doter le festival de son propre orchestre,,.
L'ensemble change de nom ultérieurement et prend le nom d'Acadèmia 1750,. 
En 2009, l'ensemble Acadèmia 1750 participe à la Biennale de Venise en interprétant l'oratorio Juditha Triumphans d'Antonio Vivaldi dans l'église où le compositeur a été baptisé.

## Musiciens
Les membres d'Acadèmia 1750 font partie de grands orchestres tels que Le Concert des Nations, Les Musiciens du Louvre, Concerto Köln, Al Ayre Español et El Concierto Español,,.
Ce sont des musiciens spécialisés dans le domaine de l'interprétation historiquement informée, qui jouent sur des instruments anciens ou des copies d'instruments anciens,,.

## Chefs d'orchestre
L'ensemble n'a pas de chef permanent mais travaille avec des chefs invités choisis en fonction du répertoire, comme Ottavio Dantone, Paul Goodwin, Enrico Onofri, Alfredo Bernardini et Massimo Spadano,.

## Répertoire
Le répertoire de l'ensemble Acadèmia 1750 se concentre sur les œuvres hispaniques de la fin du XVIIIe siècle et du début du XIXe siècle, avec la volonté de donner une véracité historiciste à ses interprétations,,.

## Discographie
Le groupe a consacré son premier CD à l'oratorio Juditha triumphans d'Antonio Vivaldi et son deuxième album aux symphonies de Carles Baguer, édité par Columna Música :
- 2009 : Juditha triumphans d'Antonio Vivaldi
- 2009 : Simfonies de Carles Baguer (Columna Música)[7]